# Saropla amydropis
Saropla amydropis är en fjärilsart som beskrevs av Edward Meyrick 1889. Saropla amydropis ingår i släktet Saropla och familjen praktmalar, Oecophoridae. Inga underarter finns listade i Catalogue of Life.